# فورد فيرساي

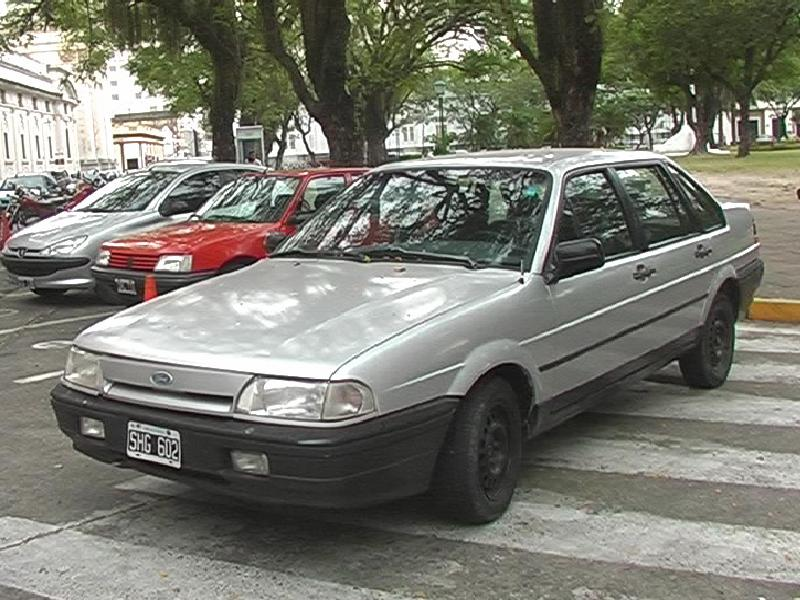
فورد جالاكسي أو فرساي (من صنع فولكس فاجن على أساس فولكس فاجن سانتانا).

كانت سيارة فورد فيرساي من السيارات المستخدمة في البرازيل مابين عام 1992 وعام 1996. ففي البرازيل كانت سيارة فورد فرساي نسخة من سيارة الفولكس فاجن ساناتا والتي تم بيعها في التسعينيات عندما شاركت فولكس فاجن وفورد في عرض موديلاتهم في أمريكا الجنوبية وذلك من خلال مشروع مشترك معروف باسم أوتولاتينا. وقد حلت سيارة فورد فيرساي محل سيارة فورد ديل ري في عام 1991 وكانت متوفرة كسيارة سيدان (ذات بابين أو أربعة أبواب) وايضا متوفرة كسيارة ستيشن واغن وتسمى فورد رويال وكانت في البداية بثلاث أبواب على الرغم من أن تصميمها كان مستنداً على تصميم سيارة الفولكس فاجن كوانتوم والتي كانت مصممة بخمسة أبواب. وقد زُعم أن شركة فولكس فاجن لم تكن تريد أن يكون تصميم رويال متوفراً كنموذج بخمسة أبواب لأن هذا الأمريمثل تهديداً تنافسياً لشركة كوانتوم المشهورة.
باعت شركة فورد في عامي 1995 عام 1996 نموذجاً لسيارة نوع رويال ذات خمسة أبواب حيث تم بيعها باسم فورد كالاكسي في دولة الأرجنتين (وهنا يجب عدم الخلط بينها وبين سيارة ال  MPV الاوربية والتي تحمل نفس الاسم) حيث حلت محل سيارة فورد سيرا. وفي النهاية حلت سيارة فورد مونديو محل سيارتي كل من فورد فيرساي وفورد كالاكسي.